# Sistema genitourinari
En anatomia, el sistema genitourinari o el sistema urogenital és el sistema d'òrgans que inclou el sistema reproductiu i el sistema urinari. Aquests dos sistemes s'agrupen per la seva proximitat, el seu origen embriològic comú i l'existència de vies comunes, com la uretra masculina. A més, per la seva proximitat, tots dos sistemes són, de vegades, representats junts.